# Infanteriets väsen
Infanteriets väsen (歩兵の本領) är en marsch skriven 1911 för den japanska armén. Musiken kallas också "infanterisång" eftersom det är en sång. Kompositör var Kenshi Nagai (永井建子, 27 oktober 1865 -13 mars 1940), text skriven av Kato Akikatsu (加藤明勝) som för tiden var inskriven i en kadettskola (陸軍予科士官学校). 
Som sång har den tio verser, vilka behandlar infanteristen och hans heder, delvis omskrivet symboliskt. Den har även översatts till andra språk och sjungs av flera länders väpnade styrkor.